# Alfred Bloomingdale

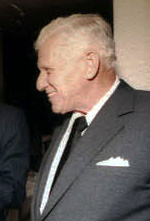
Alfred Bloomingdale, 1981

Alfred Schiffer Bloomingdale (* 15. April 1916 in New York City; † 22. August 1982 in Santa Monica, Kalifornien) war ein US-amerikanischer Unternehmer.

## Leben
Sein Vater war der jüdische Unternehmer Hiram Bloomingdale und seine Mutter Rosalind Bloomingdale, geb. Schiffer. Alfred Bloomingdale wuchs in New York City auf. Er studierte an der Brown University in Providence. In den 1940er Jahren war er kurzzeitig mit Barbara Brewster verheiratet. Von seinem Vater übernahm er das Handelsunternehmen Bloomingdale’s. In den 1950er Jahren finanzierte er das von Frank McNamara gegründete Kreditkartenunternehmen Diners Club, das er 1952 erwarb und 1969 wieder veräußerte.
1981 wurde Bloomingdale Mitglied des President's Intelligence Advisory Board von Ronald Reagan, mit dem er und seine Frau privat befreundet waren.
Bloomingdale war in zweiter Ehe mit Betsy Bloomingdale verheiratet, mit der er drei Kinder hatte. Während der späten Jahre ihrer Ehe hatte er ein Verhältnis mit dem Model Vicki Morgan, das 1983 in Kalifornien ermordet wurde.
Nachdem Bloomingdale 1982 an Krebs starb, verklagte die damals 30-jährige Morgan erfolglos die Erben Bloomingdales, da dessen Frau nach seinem Tod alle Zahlungen an Morgan eingestellt hatte. Es ging um eine Summe von ca. 5 Millionen Dollar.